# Geulumpang Sulu Barat
Geulumpang Sulu Barat is een bestuurslaag in het regentschap Aceh Utara van de provincie Atjeh, Indonesië. Geulumpang Sulu Barat telt 1396 inwoners (volkstelling 2010).